# توکوگاوا ماگوتو

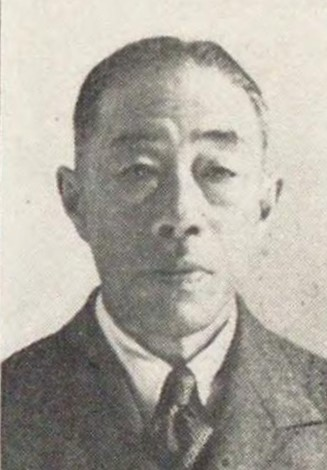
توکوگاوا ماگوتو

توکوگاوا ماگوتو (به ژاپنی: 徳川 誠 とくがわ まこと)، (۳۱ اکتبر ۱۸۸۷ (۲۰ دوره میجی) - ۱۱ نوامبر ۱۹۶۸ (دوره شووا ۴۳) تاجر و سیاستمدار ژاپنی بود. او عنوان بارون را داشت. او به عنوان حسابرس شرکت سیمان آسانو و عضو مجلس اعیان خدمت کرد.
او نهمین پسر پانزدهمین شوگون، توکوگاوا یوشینوبو از همسر غیراصلی‌اش ناکانه ساچی بود.